# Burton P. Christenson
Burton Paul Christenson (24 de Agosto de 1922 - 30 de Dezembro de 1998) foi um sargento da Easy Company, integrante da 101ª Divisão Aerotransportada do Exército dos Estados Unidos, na Segunda Guerra Mundial. Christenson foi interpretado por Michael Fassbender na minisérie Band of Brothers. A história de vida de Christenson foi destaque no livro A Company of Heroes: Personal Memories about the Real Band of Brothers and the Legacy They Left Us.

## Juventude
Christenson estudou na Castlemont, uma escola secundária em Oakland e trabalhou na empresa Pacific Telephone antes de se alistar aos vinte anos de idade.

## Serviço Militar
Christenson foi um dos 140 homens da Easy Company que iniciaram o treinamento em Toccoa. Ele foi treinado em Toccoa, Georgia pelo capitão Herbert Sobel. Christensen era fisicamente forte, por isso estava entre os cinco melhores na competição física em Toccoa. Além de com preparo físico Christenson tinha qualidadesw artisticas. Ele nunca estudou arte formalmente, mas adorava desenhar. Por isso levou consigo um bloco de papel para desenhar durante a guerra. Ele também tocava piano e cantava.
Christenson realizou seu primeiro saldo em combate na Normandia como parte da Operação Overlord. Ele estava no mesmo avião que Richard Winters e saltou logo depois dele. Ele perdeu muito de seu equipamento durante o salto e caiu sobre uma macieira após o salto. Christenson rapidamente encontrou seu assistente artilheiro, o soldado Woodrow Robbins, e quase atirou nele, porque Robbins não conseguiu responder ao chamado com a senha e cricket. Ele passou o resto da campanha da Normandia como um granadeiro.
Christenson saltou sobre a Holanda ocupada para a Operação Market Garden em 17 de Setembro de 1944. Ele era o líder do esquadrão e escreveu extensivamente sobre a batalha em Nuenen. Quando a Easy Company estava entrando em Nuenen, Christenson viu dois alemães saindo de uma janela e movemdo-se por um telhado. Ele apontou sua metralhadora para eles, mas a arma não disparou. Na campanha da Holanda, outros membros da Easy Company como Robert Van Klinken e William Dukemen foram mortos, e Christenson ficou muito abalado.
Christenson também lutou em Bastogne na Batalha do Bulge em Dezembro de 1944. Como muitos homens em Bastogne, Christenson dormia pouco e estava exausto. Certa vez ouviu a artilharia alemã, mas estava cansado demais para mexer o braço que acabou sendo atingido por estilhaços. Ele não queria a Purple Heart quando se feriu porque as feridas, se comparadas com a morte de seus amigos, não representava nada. Mais tarde ele foi levado ao hospital devido ao pé congelado.
Christenson retornou à sua unidade para iniciar a ocupação da Alemanha e Áustria. Ele ficou com ela até o fim da guerra, e alcançou a posição de sargento.

## Pós Guerra
Christenson voltou aos Estados Unidos no segundo semestre de 1945. Ele se casou com Mary Jo Bonham em 1947 e tiveram três filhos. Christenson retornou ao seu emprego na compania telefônica onde permaneceu até a sua aposentadoria em 1977.
Mary morreu em 1997 de câncer de fígado, e Christenson ficou devastado com sua morte. Sua saúde começou a se deteriorar e ele teve um aneurisma e câncer de colon mas se recuperou. Ele morreu em 30 de Dezembro de 1998.

## Band of Brothers
Christenson foi interpretado por Michael Fassbender na minisérie Band of Brothers. Muito de sua atuação foi omitida na minissérie. Por exemplo, Christenson não faz nenhuma aparição nos episódios da Normandia, "Day of Days" e "Carentan", apesar de estar na mesma aeronave que Winters.
Ele é mostrado, no entanto, brevemente na aeronave acendendo cigarro de um homem em "Day of Days" e não foi creditado no episódio "Replacements"
No primeiro episódio da minisérie, Christenson apareceu bebendo água de seu cantil contra a ordem do Capitão Sobel durante uma marcha noturna e foi punido. A família de Christenson duvida que isso aconteceu pois ele tinha um ótimo preparo físico. Mais tarde pediram para seus companheiros confirmarem essa história e eles disseram: "Não Christenson, não".